# Концевой, Анатолий Георгиевич
Анатолий Георгиевич Концевой (род. 8 сентября 1968, Гомельская область, БССР, СССР) — российский военачальник. Заместитель командующего Воздушно-десантными войсками с 2019 года, генерал-лейтенант (2021). 
Начальник РВВДКУ им. В. Ф. Маргелова (2012—2017), командир 45-й отдельной гвардейской бригады специального назначения ВДВ (2002—2006).

## Биография
Окончил Рязанское высшее воздушно-десантное командное училище им. Ленинского Комсомола в 1989 году. С 1989 года — командир парашютно-десантного взвода гвардейского полка гвардейской дивизии Ленинградского военного округа. В 1992—1994 годах — командир роты, с 1994 года — заместитель командира батальона, командир учебного батальона подготовки специалистов БМД в 1994—1998 годах.
Окончил Общевойсковую академию Вооружённых Сил Российской Федерации в 2000 году, после назначен командиром отряда специального назначения. Начальник штаба, заместитель командира отдельного разведывательного полка в 2000—2003 годах. В 2003—2006 годах — командир 45-го отдельного полка СпН ВДВ. Заместитель командира 76-й гвардейской десантно-штурмовой дивизии в 2006—2008 годах.
Участник боевых действий в Баку, Грузии, Чечне.
Заместитель начальника РВВДКУ им. В. Ф. Маргелова (2008—2012), начальник училища (2012—2017).
В 2017—2019 годах слушатель Военной академии Генерального штаба Вооружённых Сил Российской Федерации.
В 2019 году назначен на должность заместителя командующего Воздушно-десантными войсками.
Указом Президента России от 8 декабря 2021 № 694 присвоено воинское звание генерал-лейтенант.
Женат, воспитывает дочь.

## Награды
- Орден «За заслуги перед Отечеством» 3 степени с мечами
- Орден «За заслуги перед Отечеством» 4 степени
- Орден Александра Невского
- Орден Кутузова
- Орден Мужества
- Орден «За военные заслуги»
- Орден «За личное мужество»
- Медаль ордена «За заслуги перед Отечеством» 1, 2 степеней
- Мастер спорта СССР по боксу